# Municipio de Valley (condado de Day)
El municipio de Valley (en inglés: Valley Township) es un municipio ubicado en el condado de Day en el estado estadounidense de Dakota del Sur. En el año 2010 tenía una población de 40 habitantes y una densidad poblacional de 0,43 personas por km².

## Geografía
El municipio de Valley se encuentra ubicado en las coordenadas 45°16′34″N 97°47′12″O / 45.27611, -97.78667. Según la Oficina del Censo de los Estados Unidos, el municipio tiene una superficie total de 92.96 km², de la cual 92,37 km² corresponden a tierra firme y (0,64 %) 0,59 km² es agua.

## Demografía
Según el censo de 2010, había 40 personas residiendo en el municipio de Valley. La densidad de población era de 0,43 hab./km². De los 40 habitantes, el municipio de Valley estaba compuesto por el 100 % blancos. Del total de la población el 0 % eran hispanos o latinos de cualquier raza.